# Sándwich Elvis

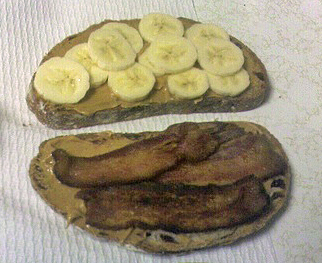
Un sándwich Elvis mostrando sus contenidos.

El sándwich Elvis (conocido también en inglés como peanut butter, banana and bacon sandwich, es decir, «sándwich de plátano, tocino y mantequilla de cacahuete», o simplemente The Elvis) es un sándwich típico de algunas zonas de Estados Unidos. Se denomina así por haber sido el favorito de Elvis Presley, llegando a pagar una fuerte suma de dinero por uno de ellos en Denver. Se trata de un sándwich con una alta densidad calórica debido a las características de los ingredientes. Suele elaborarse con mantequilla de cacahuate, mantequilla, panceta, rodajas de plátano y miel. Se puede encontrar en algunos establecimientos de comidas especializados en servir alimentos basados en sándwiches de mantequilla, como pueden ser P. B. Loco y Peanut Butter & Co.

## El sándwich y Elvis Presley
El sándwich, denominado antes de ser popularizado por Elvis Presley como "peanut butter and banana sandwich" (sándwich de mantequilla de cacahuate y plátano) al que se le añade tocino fundido, fue el favorito de la estrella estadounidense, quien comenzó probando el sándwich denominado como Fool's Gold Loaf; un loaf es una preparación italiana de pan rellena con tocino, mantequilla de cacahuate y jalea de uva. Existen numerosos libros mencionando la preferencia de Elvis Presley sobre este tipo de sándwich fundamentado en mantequilla de cacahuate, rebanadas de plátano (y que contenían, o no, tocino caliente). En una cita sobre la madre de Presley ya se menciona que tras consumir sándwiches el preferido de Elvis era éste, "en su afán de consumir y devorar, éste era el que más le satisfacía".